# Idrifaia, Mureș
Idrifaia (Héderfája în limba maghiară , Ederholz în limba germană) este un sat în comuna Suplac din județul Mureș, Transilvania, România.

## Atestare documentară
În 1331 este atestată documentar cu denumirea Hedruhjaya, iar în 1336 este consemnată în documente ca Hederfya.

## Localizare
Satul Idrifaia este așezat pe râul Târnava Mică, la 15 km de Târnăveni.

## Populație
Idrifaia avea în 1992 un numar de 733 de locuitori din care aproximativ 700 erau maghiari iar restul români.

## Lăcașuri de cult
Prima biserică a fost construită în secolul al XIV-lea, reconstruită ulterior de trei ori, ultima oară în 1796.
Clopotnița de lemn, care data din secolul al XIX-lea, a ars în noaptea de 8 februarie 2020, iar cele două clopote s-au topit.

## Monumente
Conacul Barabássy a fost construit la sfârșitul secolului XV. de către voievodul Barlabassy Lénárd. Clădirea a fost moștenită de către Barabássy Sándor care o renovează din anul 2008 până în 2019. La parter a înființat o cramă, iar la etaj are de gând să înființeze un centru cultural.

## Imagini

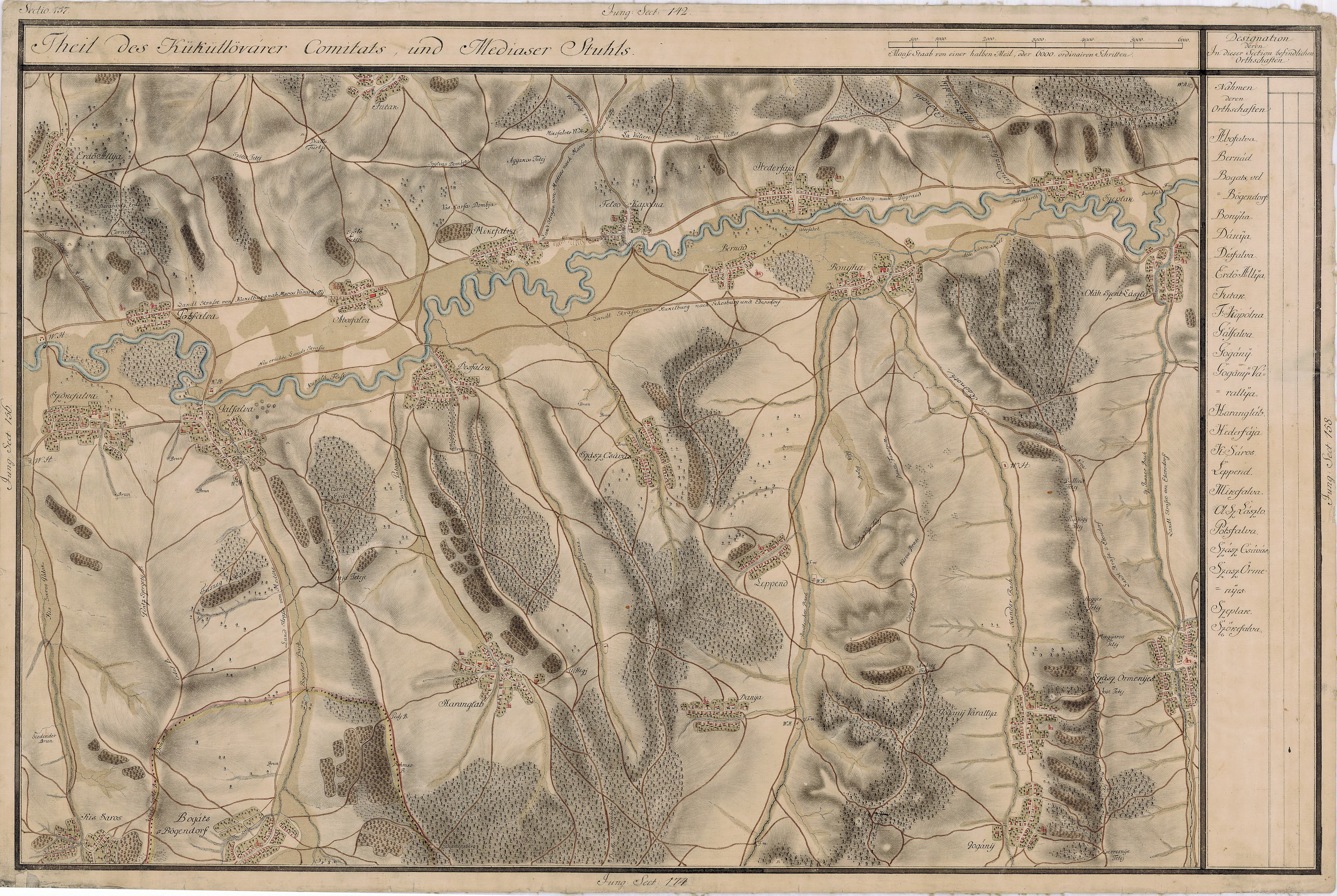
Idrifaia în Harta Iosefină a Transilvaniei, 1769-73
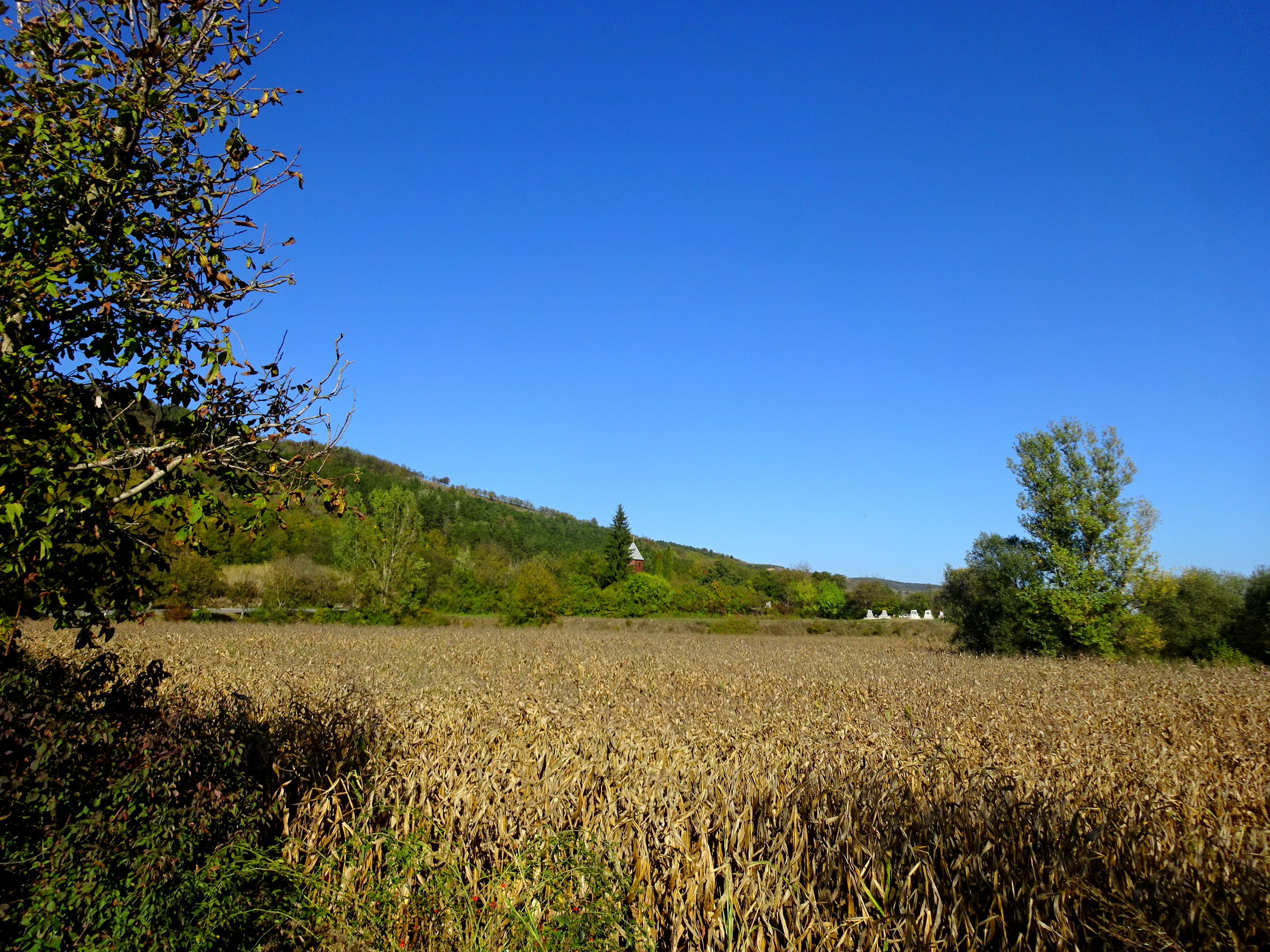
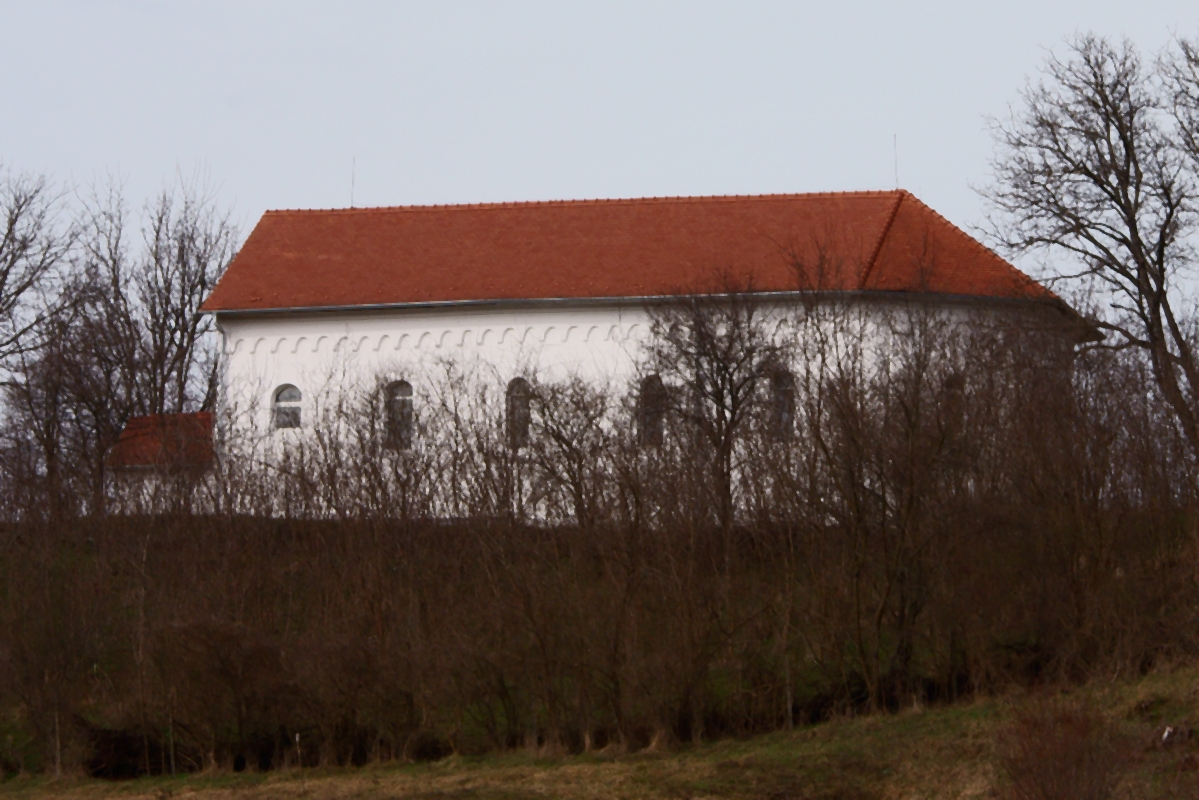
Biserica reformată (1796)
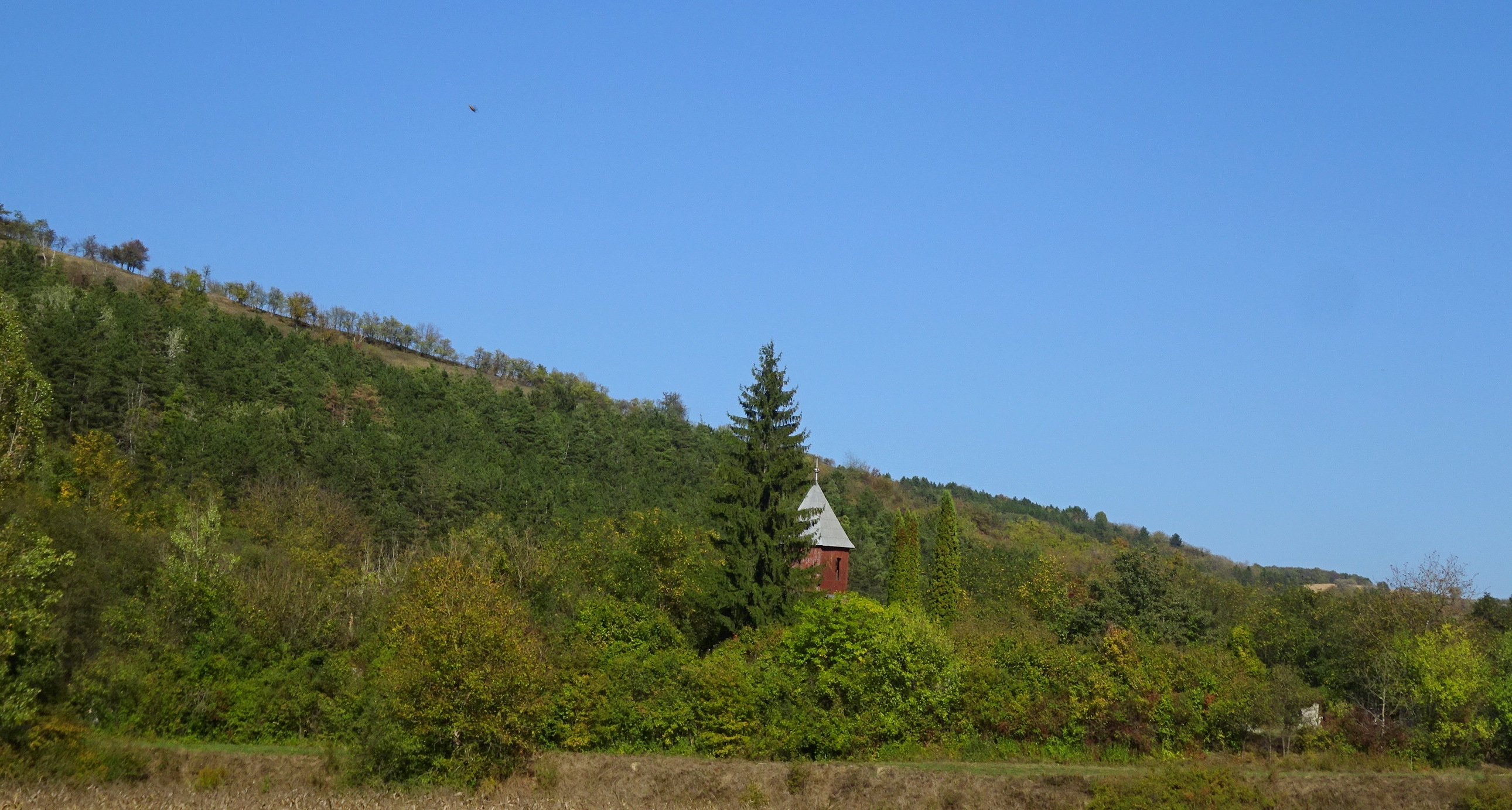
Clopotnița
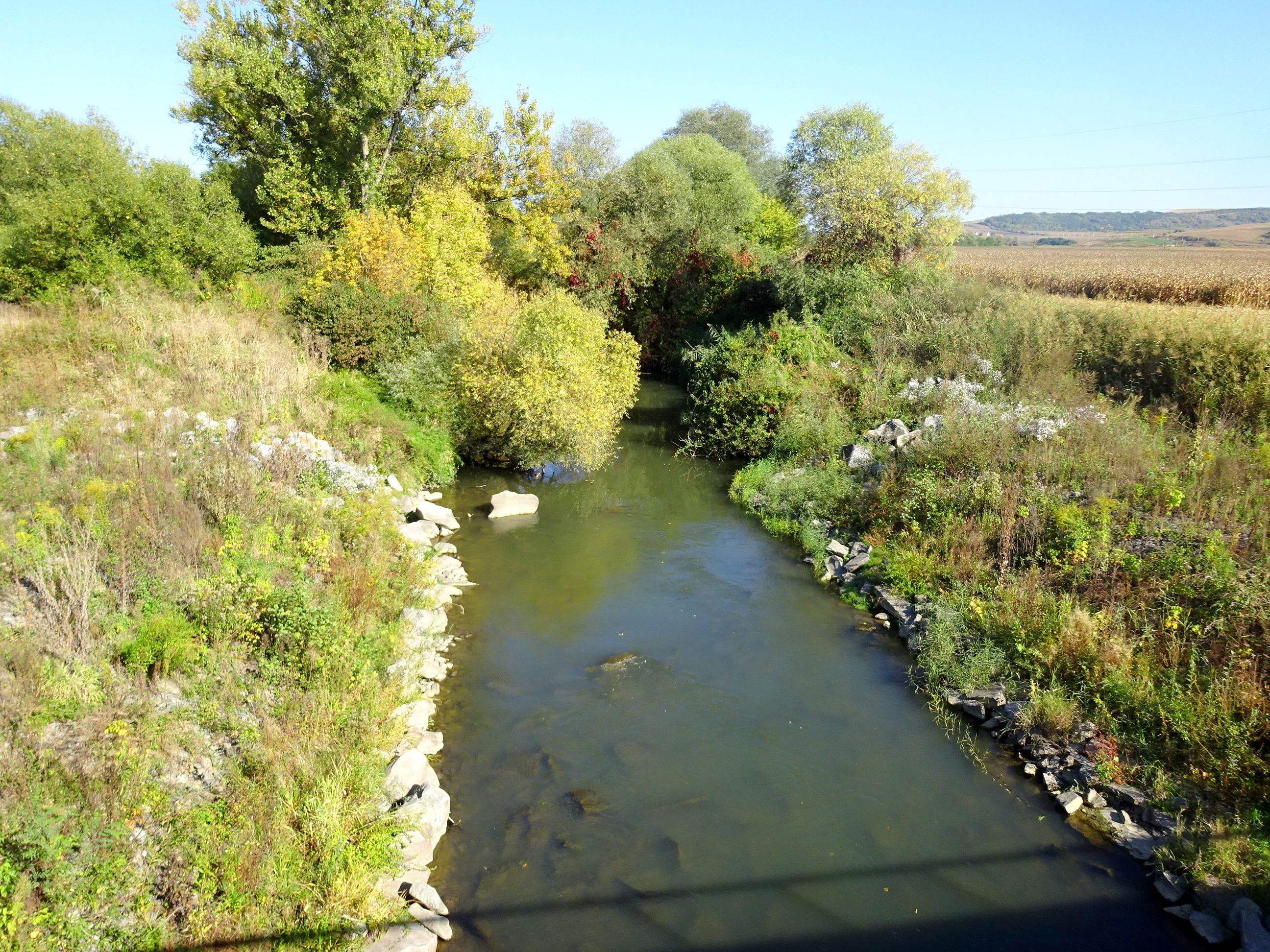
Râul Târnava Mică la Idrifaia
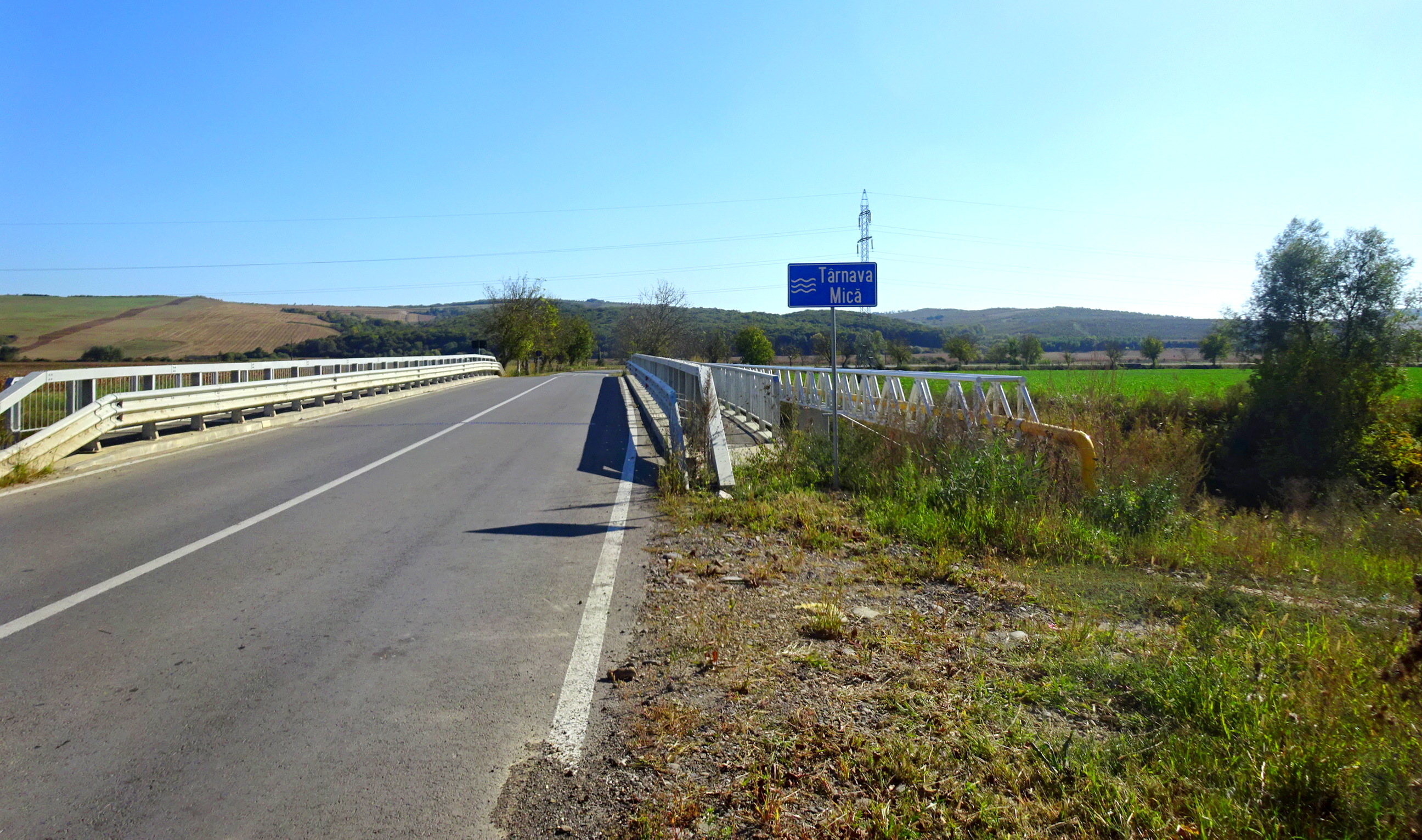
Pod rutier peste Târnava Mică
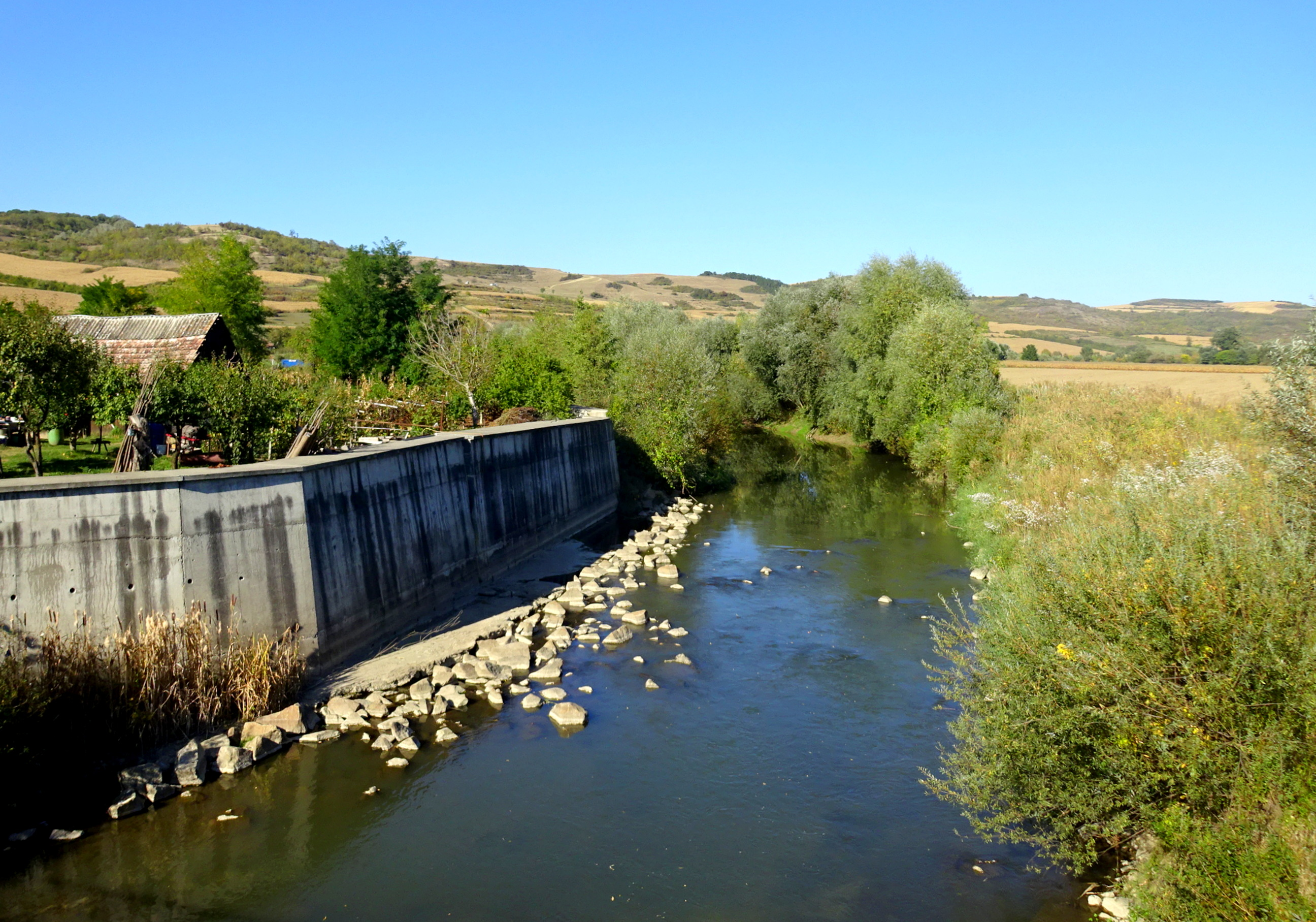
Râul Târnava Mică la Idrifaia
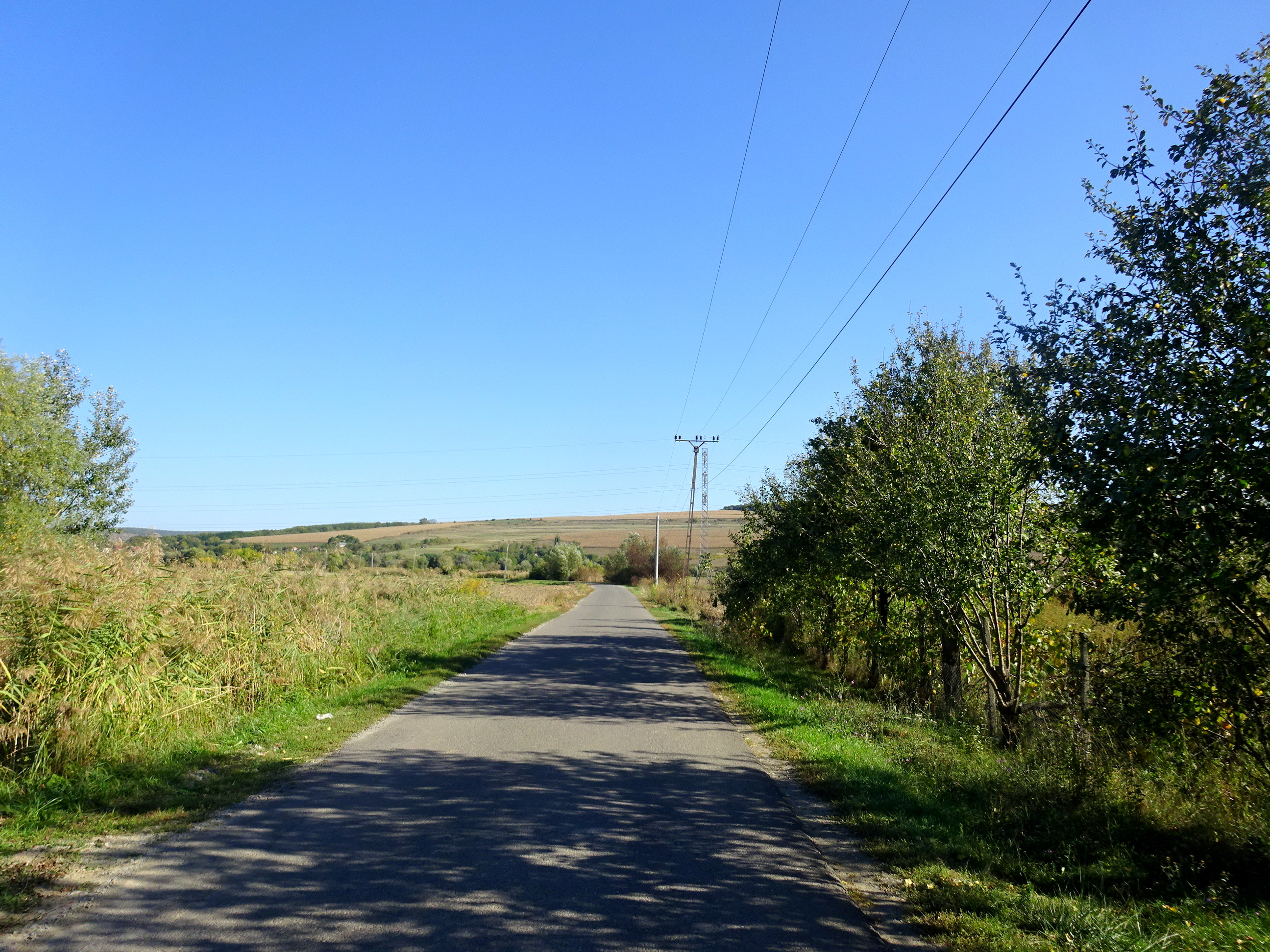
Drumul județean spre Târnăveni
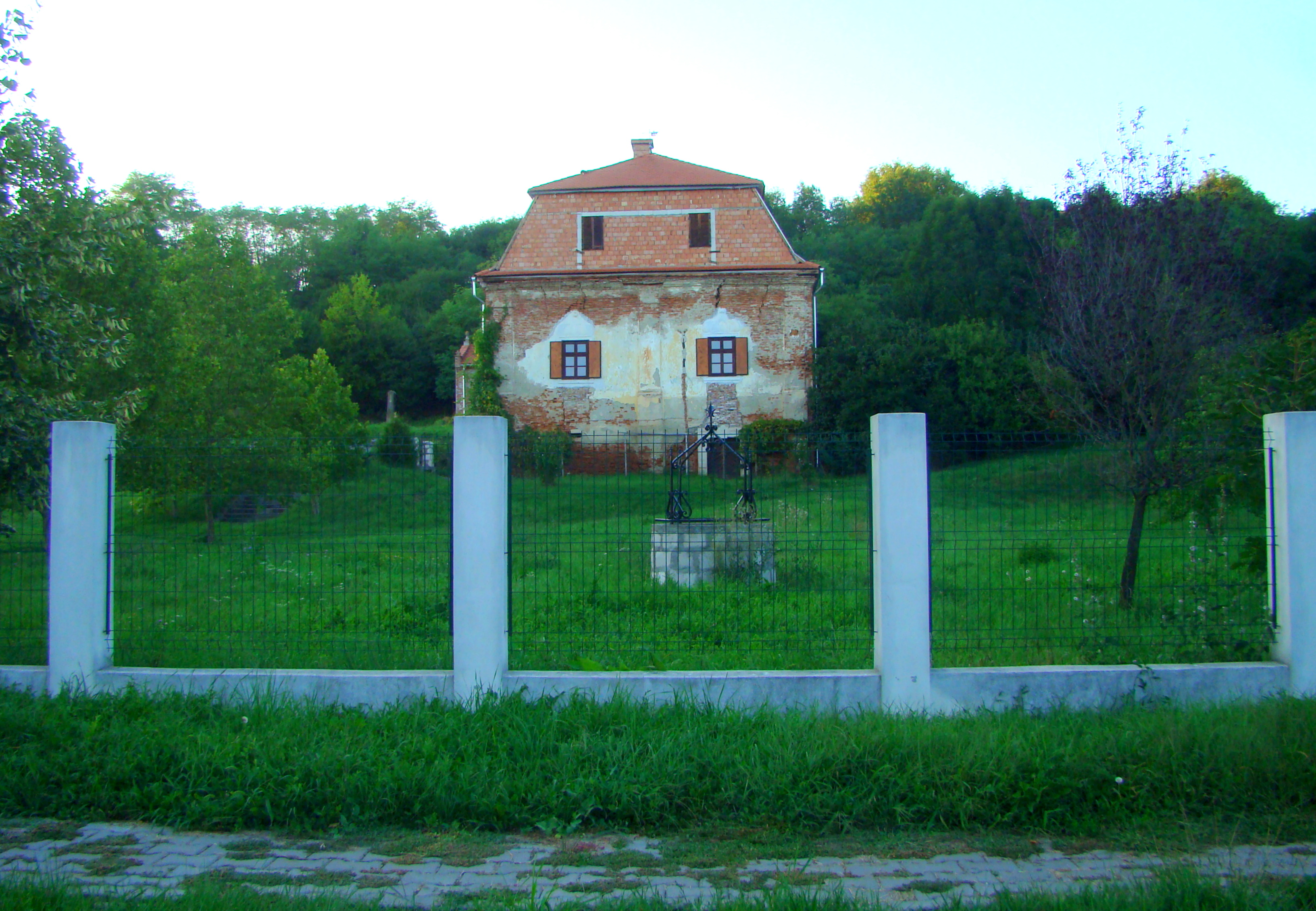
Conacul Barabássy retrocedat în anul 2008
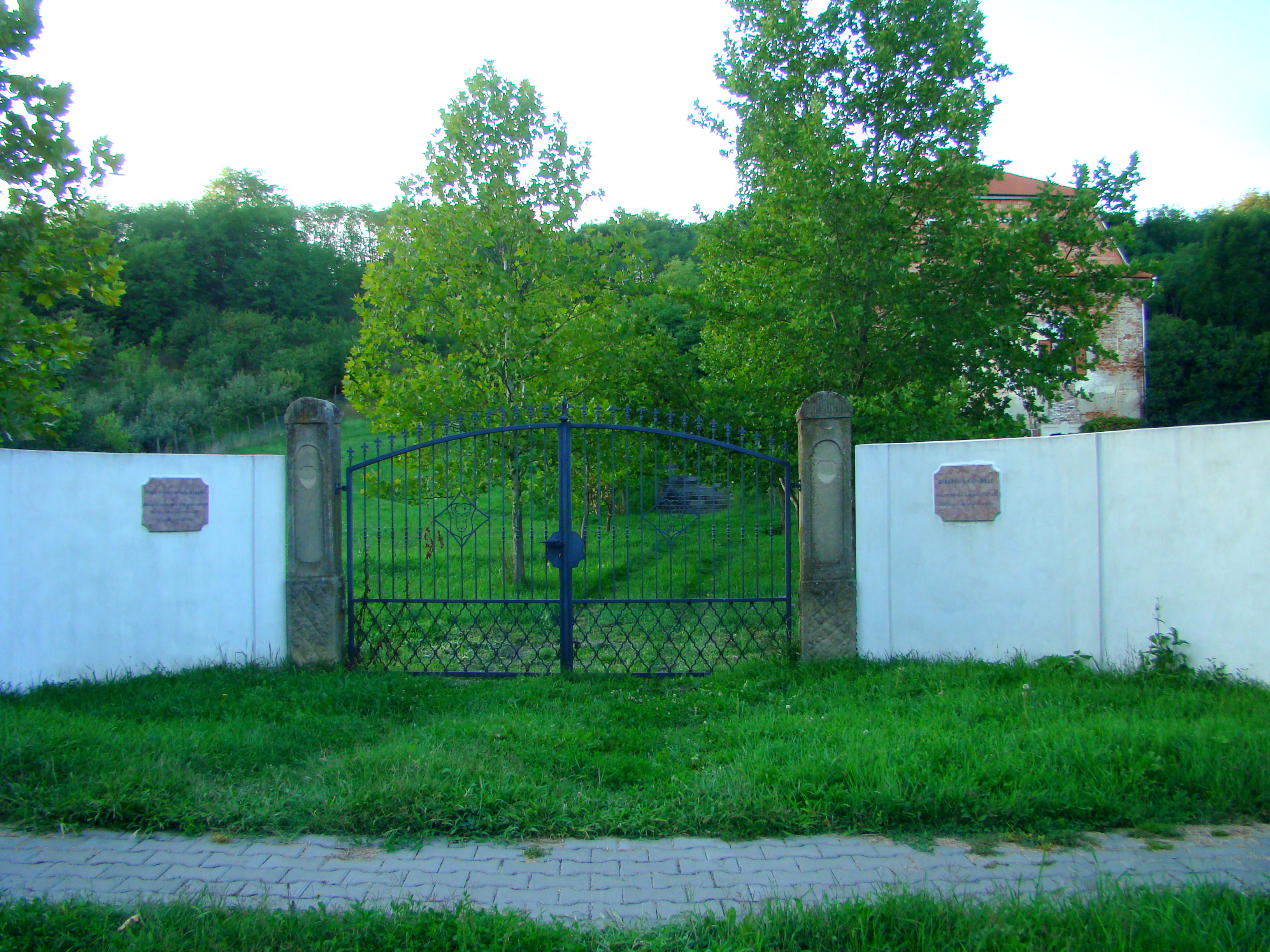